# La Conquête du test
La Conquête du test (How the Test Was Won en version originale) est le 11e épisode de la saison 20 de la série télévisée d'animation Les Simpson.Aux États-Unis, cet épisode a été classé TV-PG.

## Synopsis
Bart reçoit une excellente note sur un test pratique pour le prochain Vice President’s Assessment Test. De fait, il en est dispensé et pourra assister à une « fête pizza ». Lisa, choquée que Bart soit meilleur qu'elle, ne parvient pas à faire correctement son examen sous forme de quiz. Mais Bart se rend très vite compte que la fête n’est pas ce qu’elle semble être.
Homer quant à lui est en retard de paiement d'assurance. Il doit donc faire en sorte de ne pas se blesser ni blesser quelqu'un d'autre, avant que celle-ci ne soit encaissée.